# Radical 87

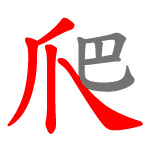
Radical 87

Le radical 87, qui signifie la griffe ou l'ongle est un des 35 des 214 radicaux chinois répertoriés dans le dictionnaire de Kangxi composés de quatre traits.
Le caractère Unicode de 爪 est 722A.

## Caractères avec le radical 87
| nombre de traits          | caractères |
| ------------------------- | ---------- |
| Sans trait supplémentaire | 爪 爫      |
| 4 traits supplémentaires  | 爬 爭      |
| 5 traits supplémentaires  | 爮 爯 爰   |
| 6 traits supplémentaires  | 爱         |
| 8 traits supplémentaires  | 爲         |
| 10 traits supplémentaires | 爳         |
| 11 traits supplémentaires | 爴         |
| 14 traits supplémentaires | 爵         |